# Karl Christian Erdmann xứ Württemberg-Oels

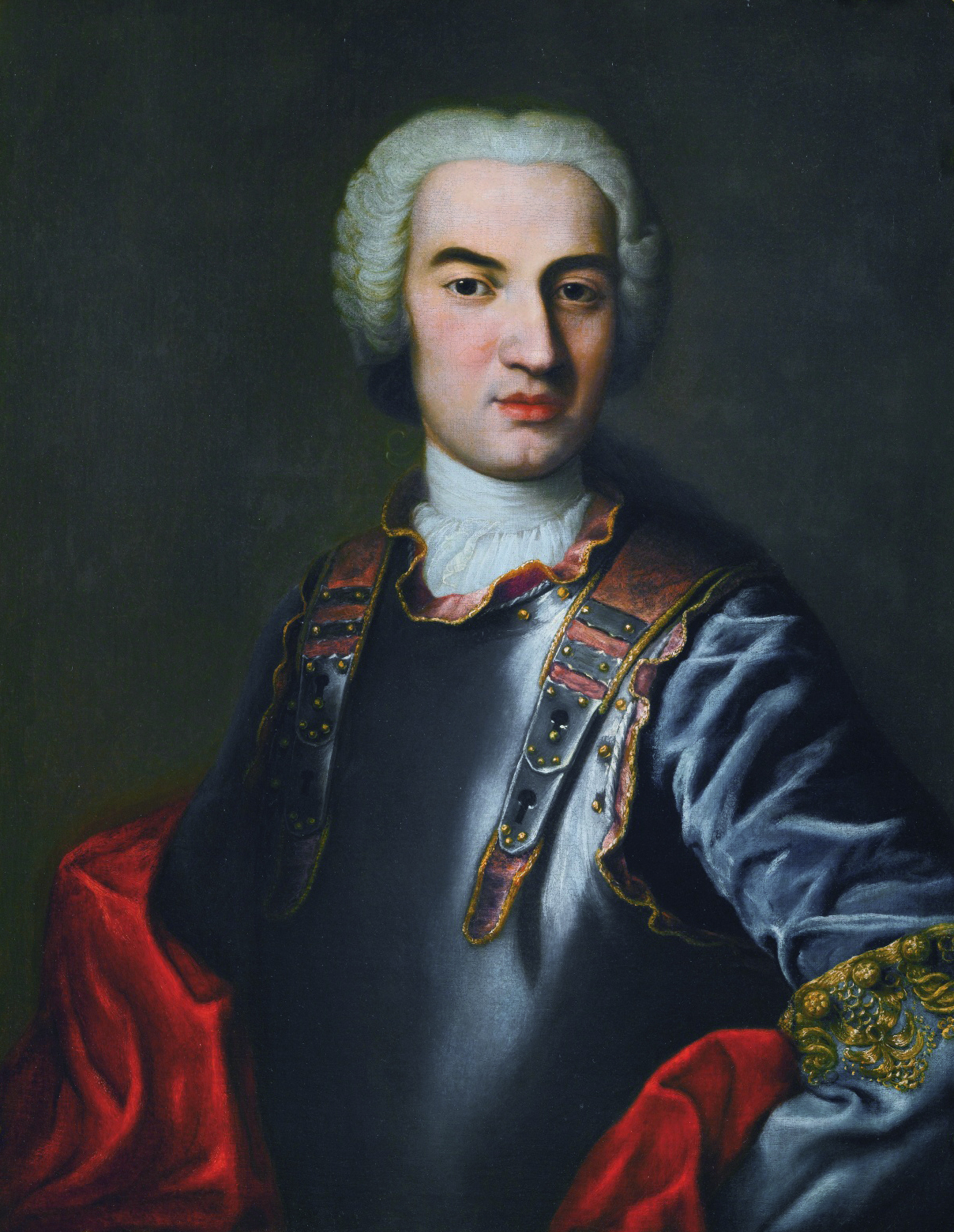
Carl Christian Erdmann, công tước xứ Württemberg-Oels (1716–1792) (vẽ bởi Jacopo Amigoni)

Karl Christian Erdmann xứ Württemberg-Oels (26 tháng 10 năm 1716 tại Wilhelminenort gần Bernstadt – 14 tháng 12 năm 1792 tại Oels) là Công tước cai trị xứ Württemberg-Oels và Bernstadt.